# 包括利益計算書
包括利益計算書（ほうかつりえきけいさんしょ、statement of comprehensive income）または損益及び包括利益計算書（そんえきおよびほうかつりえきけいさんしょ）は、企業会計において、資本取引以外による純資産の変動（包括利益）を報告する、財務諸表の一部である。日本においては、企業会計基準委員会の設定する企業会計基準第25号「包括利益の表示に関する会計基準」において規定されている。

## 概要
資本取引以外による純資産の変動のことである包括利益は、企業の事業活動の成果を示す当期純利益とは異なった概念である。包括利益では、当期純利益に加えて、「その他の包括利益」（その他有価証券評価差額金や繰延ヘッジ損益、外貨換算調整勘定などの変動額）が含まれる。
日本においては、連結財務諸表で包括利益を表示することが求められている。そのために包括利益計算書（または損益及び包括利益計算書）が用いられる。
ただし、これは当期純利益にかわって包括利益を最も重要な指標として扱うものではなく、両者を併用して利用することを想定している。

## 意義
日本における包括利益計算書の導入は、2010年に行われた。包括利益導入の意義は、大きく分けて4つある。
- 国際会計基準（IFRS）とのコンバージェンス[2]
- 経営者による裁量的な会計処理の防止[3]
- 株主からの受託資産についての経営者の責任の明確化[3]
- 純資産と利益のクリーン・サープラス関係の維持[4]

しかし、国際的に見ても、包括利益の導入には批判も多い。その理由は、経営者にとって制御不可能な現象まで業績に反映されてしまうこと、および新たな情報を開示することに伴うコストが発生すること、そして包括利益が当期純利益よりも有用性が高いという調査結果が少ないことにある。

## 表示方式
包括利益の表示方式は、2つの方式が認められている。
- 2計算書方式 - 当期純利益と包括利益を別々の計算書（損益計算書と包括利益計算書）で表示する。
- 1計算書方式 - 当期純利益と包括利益を同じ計算書（損益及び包括利益計算書）で表示する。

ただし、2011年5月現在、日本企業の9割以上が、2計算書方式を採用している。これは、業績報告書の末尾（「ボトムライン」）に当期純利益を置くことを経営者が重視しているためであると考えられる。